# Dorthe Larsen
Dorthe Larsen (8 de agosto de 1969) é uma ex-futebolista dinamarquesa que atuava como goleira.

## Carreira
Dorthe Larsen representou a Seleção Dinamarquesa de Futebol Feminino, nas Olimpíadas de 1996.